# Aube (fiume)
L'Aube è un fiume della Francia centro-settentrionale, affluente di destra della Senna, lungo 248,3 km.

## Percorso
Nasce a Saint-Priest-la-Marche, nel dipartimento dell'Alta Marna, sul Plateau de Langres, e sfocia presso Marcilly-sur-Seine, nella Marna.

## Principali comuni attraversati
- Alta Marna: Auberive, Laferté-sur-Aube
- Côte-d'Or: Montigny-sur-Aube
- Aube: Bar-sur-Aube, Brienne-le-Château, Ramerupt, Arcis-sur-Aube
- Marna: Anglure

## Principali affluenti

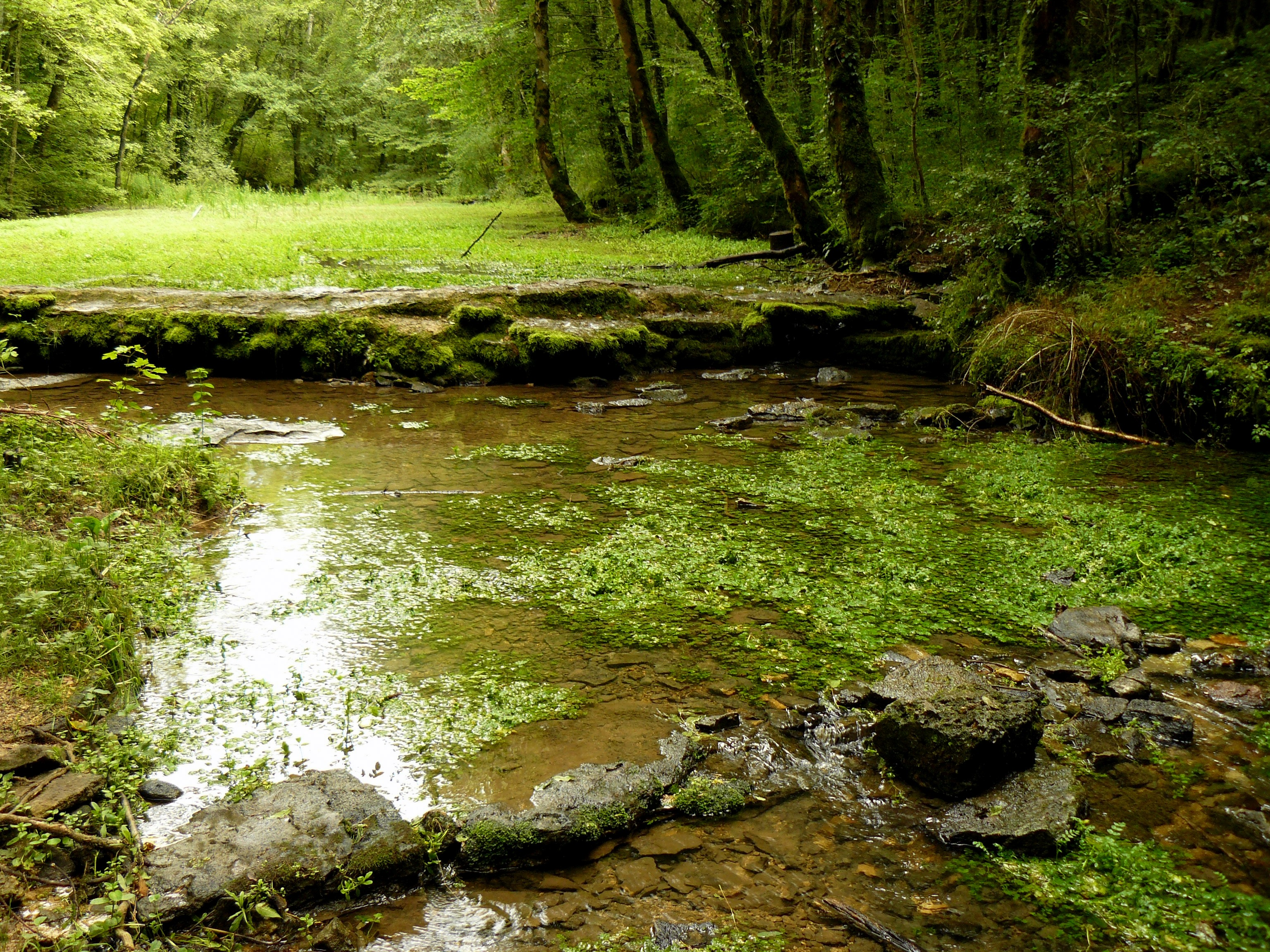
La sorgente dell'Aube, presso Praslay, nella foresta di Auberive

- l'Aubette
- l'Aujon
- l'Auzon
- il Landon
- la Voire
- il Ravet
- il Meldançon
- il Puits
- l'Huitrelle
- l'Herbissonne
- la Barbuise
- il Salon
- la Superbe